# Chloropoea grisea
Chloropoea grisea är en fjärilsart som beskrevs av Carpenter 1949. Chloropoea grisea ingår i släktet Chloropoea och familjen praktfjärilar. Inga underarter finns listade i Catalogue of Life.